# كينسك ساتو
كينسك ساتو (باليابانية: 佐藤 謙介) (مواليد 19 يناير 1989)، هو لاعب كرة قدم ياباني سابق كان يلعب كلاعب وسط.

## وصلات خارجية
- كينسك ساتو على موقع رابطة كرة القدم اليابانية للمحترفين (اليابانية)
- كينسك ساتو على موقع قاعدة بيانات كرة القدم.إي يو (الإنجليزية)
- كينسك ساتو على موقع Soccerway.com (الإنجليزية)
- كينسك ساتو على موقع عالم كرة القدم.نت (الإنجليزية)